# Phasmocera kerzhneri
Phasmocera kerzhneri är en stekelart som beskrevs av Trjapitzin 1971. Phasmocera kerzhneri ingår i släktet Phasmocera och familjen sköldlussteklar.
Artens utbredningsområde är:
- Kazakstan.
- Tadzjikistan.

Inga underarter finns listade i Catalogue of Life.